# Килиани
Килиани́ (фр. Cyliani; XIX век) — французский эзотерик, автор сочинения «Разоблачённый Гермес» (Париж, 1832); один из последних, близких к современности авторов, писавших об обладании философским камнем.
Килиани остаётся для исследователей загадочной личностью, скрывающейся под псевдонимом, и считающейся одной из выдающихся фигур эзотеризма. Его монография «Разоблачённый Гермес» (фр. Hermès dévoilé; Париж, изд. Félix Locquin; 1832) полна метафор, видений наяву и во сне, подобно тем, что описаны у Валентина, Тревизана, Андреа и Фулканелли.
Килиани сообщает о себе в первой фразе предисловия сочинения:

Небом дозволено мне было преуспеть в создании философского камня, — после тридцатисемилетних поисков, полутора тысяч, самое меньшее, бессонных ночей, бесчисленных несчастий и невосполнимых потерь…— 
Монография Килиани настолько впечатлила литературного критика Сент-Бёва, что он её широко использовал в своём критическом разборе романа Бальзака «Поиски абсолюта», вышедшего в 1834 году.